# Stylogomphus changi
Stylogomphus changi – gatunek ważki z rodziny gadziogłówkowatych (Gomphidae).